# Empis glabratella
Empis glabratella är en tvåvingeart som beskrevs av Collin 1941. Empis glabratella ingår i släktet Empis och familjen dansflugor. Inga underarter finns listade i Catalogue of Life.